# James Marsters
James Wesley Marsters, född 20 augusti 1962 i Greenville i Plumas County i Kalifornien, är en amerikansk skådespelare och musiker.
Han spelade den brittiske vampyren Spike i säsong 2–7 av tv-serien Buffy och vampyrerna samt i den avknoppade tv-serien Angel, en roll som innebar Marsters genombrott. Han har även medverkat i tv-serierna Smallville som skurken Milton Fine/Brainiac och Andromeda. 
Han är även musiker och var med i ett band, Ghost of the Robot som släppte skivan Mad Brilliant innan det splittrades efter ett gemensamt beslut av bandmedlemmarna. James har dock fortsatt sin bana inom musikens värld och släppte år 2005 sitt första soloalbum: Civilized Man.
James Marsters föddes i Greenville, Kalifornien men växte upp i Modesto. Numera bor han i Santa Monica, Kalifornien tillsammans med sin son Sullivan som föddes 1996. Han har varit gift med skådespelaren Liane Davidson som också är mor till hans son.
Hans pappa är pastor och hans mamma är socialarbetare. Han har två syskon, en yngre bror som heter Paul och en äldre syster som heter Susan. 
Marsters är vänsterhänt och gillar på fritiden att måla, skriva och spela gitarr. Han lyssnar gärna på artister som Miles Davis, Tom Waits, Joni Mitchell, och Radiohead.